# Alpes da Baixa Áustria
Os Alpes da Baixa Áustria  - Niederösterreichische Nordalpen em alemão - é um maciço montanhoso que se encontram na região da  Estíria, da Alta Áustria, e da Baixa Áustria, na Áustria. O cume mais alto é o Hochstadl com 1.919 m.
Este é o maciço mais a Norte de todos os da Cordilheira dos Alpes e chega às portas da capital, Viena.

## SOIUSA
A Subdivisão Orográfica Internacional Unificada do Sistema Alpesno (SOIUSA) dividiu em 2005 os Alpes em duas grandesPartes: Alpes Ocidentais e Alpes Orientais, separados pela linha formada pelo  Rio Reno - Passo de Spluga - Lago de Como - Lago de Lecco.
Os Alpes da Baixa Áustria, são formados pelos Alpes de Turnitz, Alpes de Ybbstal, e os Pré-Alpes orientais da Baixa Áustria.

### Classificação  SOIUSA
Segundo a SOIUSA este acidente geográfico é uma Secção alpina  com as seguintes características:
- Parte = Alpes Orientais
- Grande sector alpino = Alpes Orientais-Norte
- Secção alpina = Alpes da Baixa Áustria
- Código = II/B-27

## Imagens

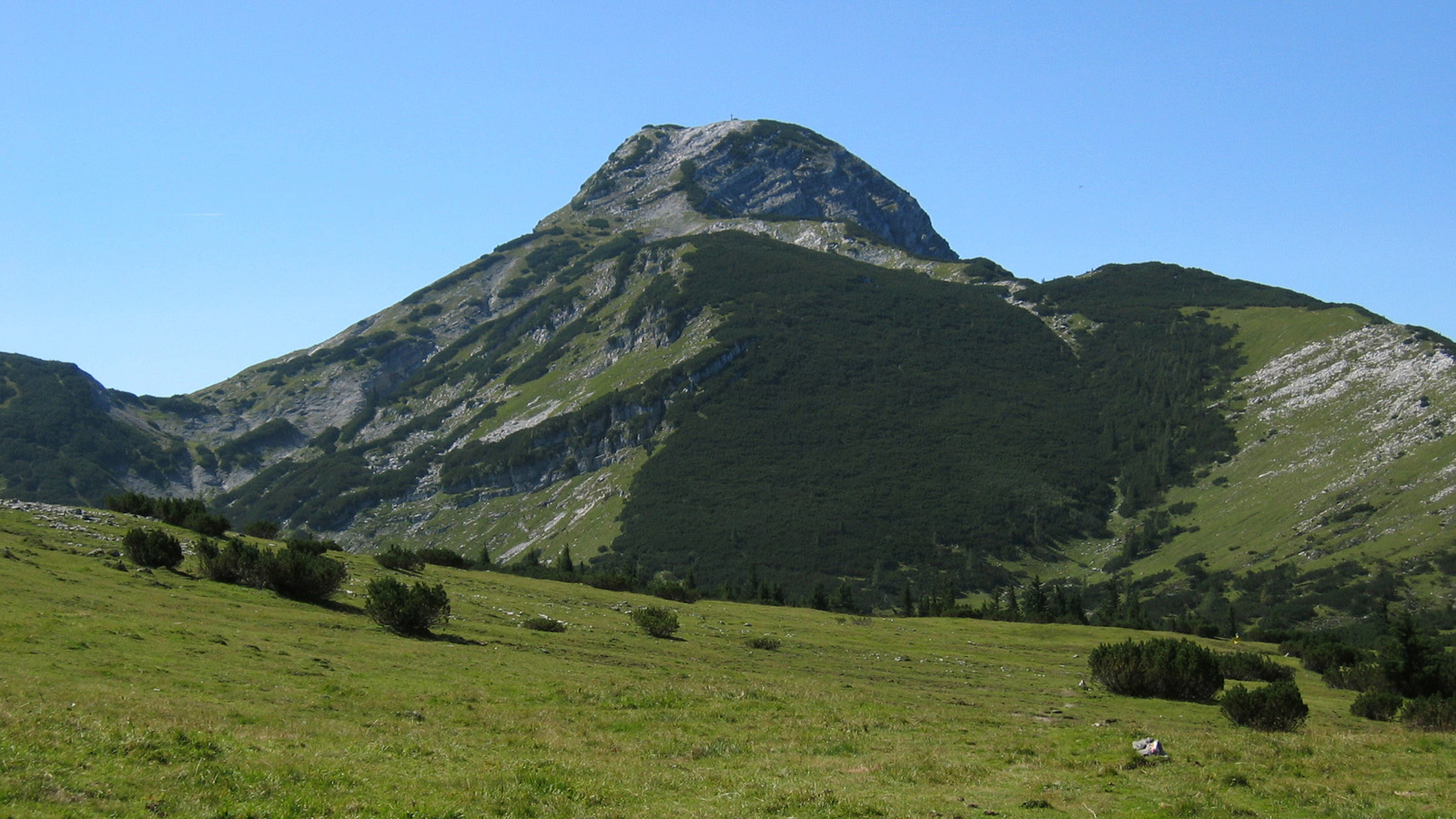
O Hochstadl